# Erich Adickes
Erich Adickes (Lesum, (ma Bréma), 1866. június 29.  – Tübingen, 1928. július 8.), német újkantiánus filozófus.
Adickes 1898-ban egyetemi tanár lett Kielben, 1902-től Münsterben, 1904-től Tübingenben. Állította, hogy anyag és külső világ nem objektíve létezik, hanem „tudatállapot”, az atomok pedig csak az értelem segédfogalmai. Tagadta, hogy a világ megismerhető lenne úgy, ahogy azt a materialisták gondolják.
Kiadta Kant műveinek bibliográfiáját, valamint a Kants handschriftlicher Nachlass-t (Kant kéziratos hagyatéka, 1911–14).